# Classe Gangut
Le navi da battaglia classe Gangut sono state le prime corazzate del tipo dreadnought della Marina Imperiale Russa. La classe era costituita da quattro unità progettate dall'Ingegnere italiano Vittorio Cuniberti, che aveva progettato per la Regia Marina le unità della Classe Regina Elena. La unità richiamavano nei nomi vittoriose battaglie combattute dai russi, due della grande guerra del Nord e due della guerra di Crimea e tre delle quattro unità portavano nomi di unità della Classe Petropavlovsk andate perdute durante la guerra russo giapponese.

## Costruzione
La loro costruzione era stata autorizzata dalla Duma (il Parlamento russo) nel 1908. L'appalto per la costruzione delle navi di questa classe era stato inizialmente assegnato ai cantieri tedeschi Blohm & Voss di Amburgo, ma successivamente l'ordine venne passato ai cantieri russi. A causa della mancanza di esperienza nella costruzione di questo tipo di unità navali, i russi si erano rivolti all'estero per la progettazione e la costruzione.
I tempi di costruzione risultarono piuttosto lunghi ed al momento dell'entrata in servizio nel novembre 1914 dell'unità capoclasse Gangut queste navi risultavano già tecnicamente superate rispetto ad altre sue coeve, come la britannica Queen Elisabeth varata nel 1913.
La protezione di queste unità pur se molto estesa risultava tuttavia piuttosto leggera, mentre per l'armamento era tra i migliori se confrontato con le navi del suo tempo. La forma della prua venne adattata alle condizioni del Mar Baltico tenendo conto anche della banchisa.
Tutte le unita della classe, in seguito alla Rivoluzione russa vennero ribattezzate con nomi che richiamavano all'ideologia comunista.

## Ammodernamenti
Negli anni trenta, le unità della classe, ad eccezione del Poltava, vennero sottoposte tra le due guerre mondiali ad estesi lavori di riammodernamento che cambiarono il profilo delle unità.
I lavori di ricostruzione comportarono la sostituzione dell'apparato motore, la cui potenza aumento di quasi il 50% passando da 42000 a 61000 cavalli, con la sostituzione delle motrici alternative con turbine a vapore e le caldaie con bruciatori a nafta anziché a carbone.
L'armamento venne implementato con nuovi cannoni antiaerei, la sovrastruttura rialzata, con il complesso plancia torrione ricostruito con il fumaiolo prodiero inclinato, e sopra la terza torre venne installata una catapulta per il lancio di un idrovolante. Nel corso del secondo conflitto mondiale queste unità ricevettero anche un radar di navigazione ed un radar di tiro, entrambi di costruzione britannica.
Un ampio programma di ammodernamento denominato "Progetto 27" era stato preso in considerazione nel dopoguerra per la ricostruzione del relitto del Marat (ex Petropavlovsk) semidistrutto durante il conflitto. Il programma prevedeva un apparato motore con un minor numero di caldaie ma con la stessa potenza ed un diverso armamento, con l'eliminazione della terza torre e un incremento dell'armamento antiaereo. Il programma venne poi annullato, ed il Marat (ribattezzato Volchov), venne utilizzato per compiti addestrativi.

## Servizio
Le navi di questa classe, le ultime delle quali andate in disarmo negli anni cinquanta, ebbero una lunga e movimentata carriera, combattendo in tre guerre e quattro rivoluzioni, avendo combattuto sia nella prima che nella seconda guerra mondiale e nella guerra russo-finlandese ed avendo preso parte alla rivoluzione russa, alla guerra civile finlandese alla rivolta di Kronštadt e alla guerra civile russa, sopravvivendo a tutte le unità contemporanee.

## Unità

### Gangut/Oktjabr'skaja Revoljucija
La sua costruzione avvenne nel cantiere navale dell'Ammiragliato di San Pietroburgo. La nave, varata il 24 settembre 1911 e completata nel 1914 prese parte alla prima guerra mondiale impiegata nel Mar Baltico. Dopo la rivoluzione russa e la guerra civile, il 27 giugno 1925 l'unità venne ribattezzata Oktjabr'skaja Revoljucija (cirillico: Октябрьская Pеволюция) e nel 1926 divenne ammiraglia della Flotta del Baltico. Tra il 1934 e il 1936 la nave venne sottoposta nei cantieri del Baltico di Leningrado ad ampi lavori di riammodernamento che ne cambiarono il profilo.
Dopo aver preso parte alla guerra russo-finlandese nell'inverno 1939-40, durante la seconda guerra mondiale venne seriamente danneggiato dai tedeschi, rimanendo a stento a galla e venne usato come batteria antiaerea partecipando alla difesa di Leningrado. Per la sua partecipazione alla difesa di Leningrado il 22 luglio 1944, la nave venne decorata con l'Ordine della Bandiera rossa e da quel momento riferendosi alla nave veniva comunemente denominata come Krasnyj flag Oktjabr'skaja Revoljucija.
Dopo essere stato riparato, al termine del conflitto, dal 1952 al 1954 venne utilizzato come nave da addestramento e nel 1954 dopo che venne smontato l'apparato motore venne utilizzato per addestramento statico fino al 1956, anno in cui ne venne iniziata la demolizione, che terminò nel 1959. Le sue ancore e i cannoni antiaerei sono stati smontati ed utilizzati come monumenti nel parco cittadino di Kronštadt.

### Petropavlovsk/Marat/Volchov
Col nome di Marat, durante la seconda guerra mondiale venne affondata dall'asso tedesco Hans-Ulrich Rudel, che la colpì dal suo Stuka in picchiata con una bomba da 1000 kg. La nave si adagiò sul basso fondale del porto di Leningrado.

### Sevastopol'/Parižskaja Kommuna
La costruzione della nave fatta nei cantieri dell'Ammiragliato di San Pietroburgo ebbe inizio nel 1909; la nave, varata nel 1911 venne battezzata Sevastopol', in ricordo dell'assedio della città durante la guerra di Crimea ed entrò in servizio nel 1914 nella Flotta del Baltico, prendendo parte alla prima guerra mondiale. La nave dopo la rivoluzione russa e la guerra civile, in cui prese parte, nel 1919, alla difesa di Pietrogrado, il 3 marzo 1921 venne ribattezzata Parižskaja Kommuna (Парижская коммуна) nella ricorrenza del 50º anniversario della Comune di Parigi.

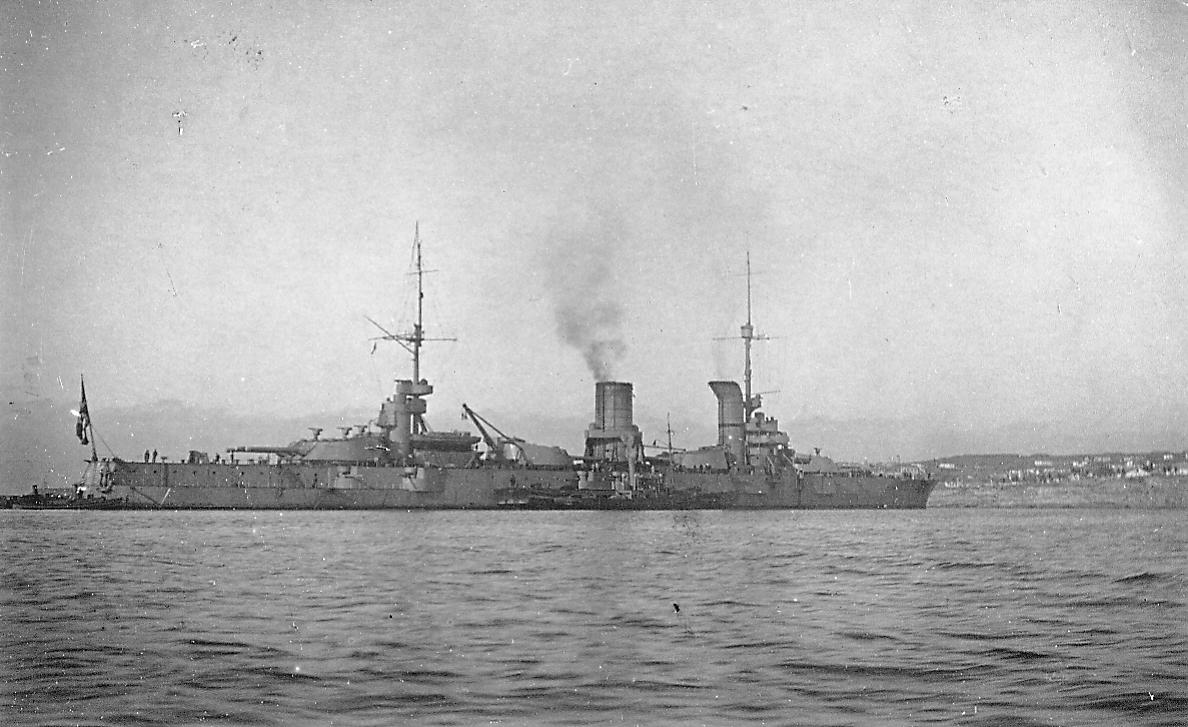
La corazzata dopo la ricostruzione

Nel 1929 la nave venne assegnata alla Flotta del Mar Nero, che aveva perduto tutte le corazzate in seguito alla rivoluzione e alla guerra civile, andando a ricoprire a partire dal 18 gennaio 1930 il ruolo di ammiraglia della Flotta del Mar Nero.
Tra il 1933 ed il 1938 venne sottoposta a radicali lavori di ammodernamento nel Cantiere di Sebastopoli. Partecipò alla seconda guerra mondiale e nel dopoguerra la nave venne sottoposta a lavori di riparazione restando in servizio fino al 1956, quando venne radiata per essere demolita nel 1957.

### Poltava/Frunze
(tradotto dal Francese)
La Poltava è stata costruita dal cantiere navale dell'Ammiragliato a San Pietroburgo. È stato lanciato in luglio 1911 e commissionato in dicembre 1914.
È stata chiamata in memoria della battaglia di Poltava (1709). La nave è sopravvissuta alla prima guerra mondiale, ma a causa delle sue cattive condizioni non è mai stata riparata.
Nel 1925 fu ribattezzato Mikhail Frunze in memoria del leader rivoluzionario bolscevico Mikhail Frunze e divenne un centro di addestramento per pontoni. Fu affondata dall'artiglieria tedesca durante l'assedio di Leningrado nel 1941. Il relitto fu sollevato e demolito nel 1950.